# Вживання крові в їжу

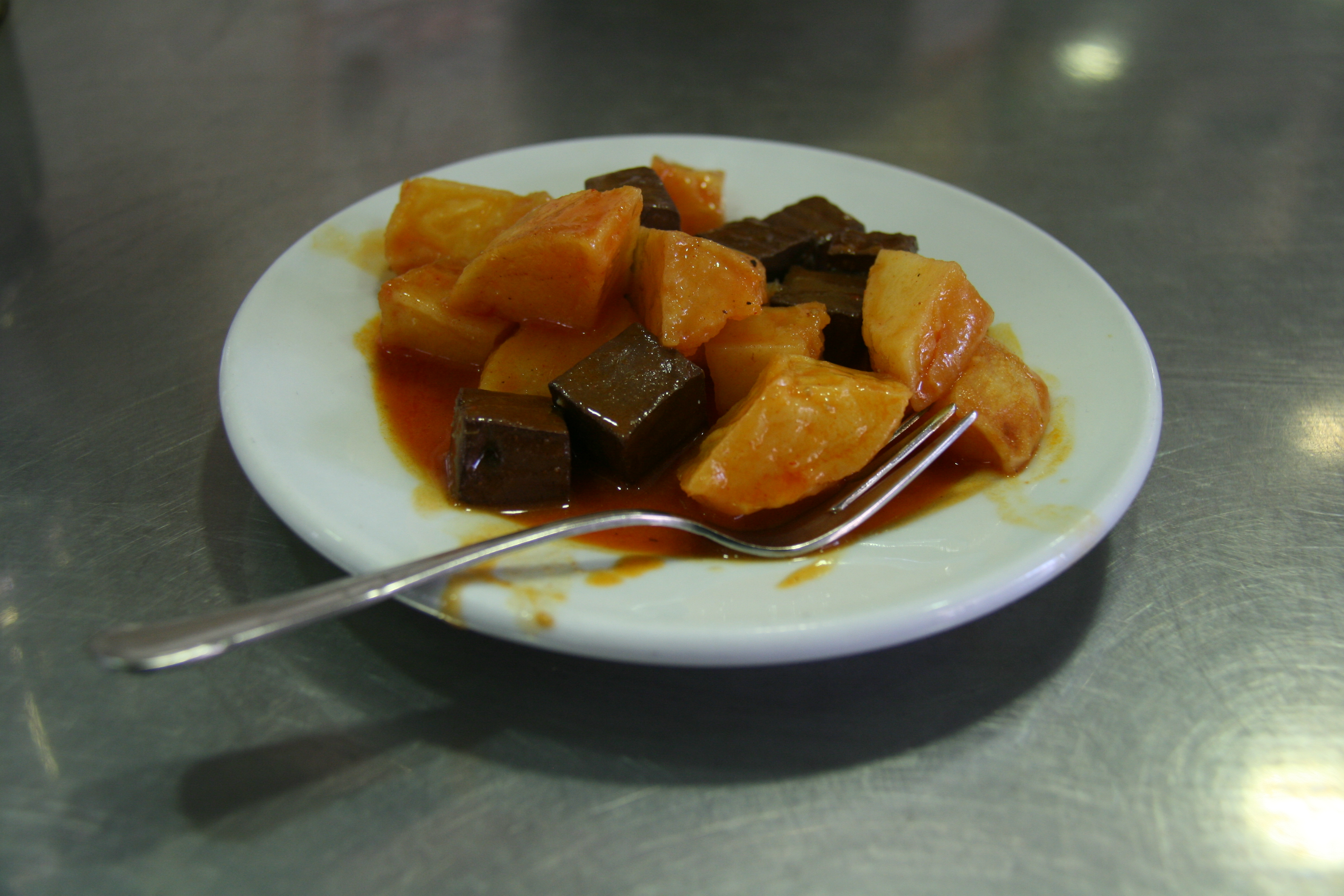
Картопля з кривавою підливою.

Вживання крові в їжу — споживання кулінарних страв, у яких як один з інгредієнтів (або основний інгредієнт) виступає кров; найчастіше це м'ясні страви. Вживання крові в їжу поширене в багатьох країнах і у багатьох народів світу: в Танзанії, Кореї, Китаї, багатьох країнах Європи, а також є важливим компонентом раціону ескімосів. Кров як «добавки» до м'ясних страв широко використовується в кулінарії; інші приклади використання — як згущувача для соусів і консервування солінь у період продовольчого дефіциту.
До «кров'яних страв» належать також кров'яна ковбаса і так званий «кров'яний суп», в тому чи іншому вигляді присутній у багатьох європейських і азійських кухнях (Таїланд, Ірландія, Фінляндія, Іспанія). Часто для приготування їжі такого роду використовується кров тільки що забитої тварини. У племені масаї в Африці існує традиція споживання в їжу крові худоби, змішаної з молоком; кров береться у живих тварин шляхом нанесення маленької ранки в області горла. Споживання цієї страви є частиною важливих ритуалів, таких як народження дитини або обрізання. В Тибеті національною стравою є загусла кров яка.
У деяких релігіях, в тому числі в ісламі та юдаїзмі, вживання крові в їжу заборонено.